# 大衛·馬歇爾
大衛·馬歇爾（英語：David Marshall；1985年3月5日—）生於格拉斯哥，是一位蘇格蘭足球運動員，在場上的位置是守門員。現效力於蘇超球隊喜伯年。他在2004年完成個人的成年組國家隊首秀。

## 外部連結
- Soccerway資料庫：大衛·馬歇爾
- 足球数据库：大衛·馬歇爾的球员统计数据
- 大衛·馬歇爾在 National-Football-Teams.com 上的出场纪录
- Career information at ex-canaries.co.uk
- David Marshall, London Hearts